# Roma RCB
L'Associazione Sportiva Roma Robore Certamus Bellum Calcetto è stata una squadra italiana di calcio a 5 con sede a Roma.

## Storia

La rosa della Roma RCB 1999-2000

La Roma Robore Certamus Bellum (numero di matricola FIGC 77.158) ha partecipato sin dal 1983, anno della fondazione, alla prima edizione del campionato nazionale, giungendo subito alla finale persa contro la Roma Barilla. Prima di iniziare il proprio periodo d'oro la Roma RCB ha mancato la qualificazione alla Poule Scudetto per tre stagioni consecutive, per poi tornare in grandissimo spolvero con in panchina Franco Ciccarelli che in quegli anni vinse tre scudetti, due coppe Italia e l'European Champions Tournament.
Nella stagione 1991-1992 la Roma RCB rimane fuori dai play-off in virtù del 5º posto che la esclude dalla poule a sei tra le prime quattro della A e le migliori due della categoria cadetta. Le due successive stagioni sono ancora meno esaltanti con l'undicesimo ed il settimo posto finali, la partecipazione ai play-off rivela una miglior fortuna del campionato ma la RCB si ferma alle semifinali. Ancora un undicesimo, un nono, nuovamente un undicesimo ed infine un tredicesimo posto nelle quattro successive stagioni non consentono ai romani di qualificarsi ai play-off per il titolo.
Nella stagione 1998-99 la Roma RCB torna a qualificarsi per i play-off con la sesta piazza finale, ma deve arrendersi al primo turno alla Lazio Calcio a 5 che si impone in entrambi gli scontri 3-1 e 6-5. Dopo una nuova qualificazione ai play-off, dove la squadra rimane fuori dai quarti di finale, per la Roma guidata da Fulvio Colini è tempo del quinto scudetto durante la stagione 2000-01.
Nell'estate del 2004 realizza una fusione con il Gruppo Sportivo BNL dando vita alla Roma Calcio a 5.

## Cronistoria
| Cronistoria della Roma RCB |
| --- |
| - 1983 · Fondazione della Roma Robore Certamus Bellum Calcetto. - 1984 · Disputa il campionato regionale. Finalista della poule scudetto. - 1984-85 · Disputa il campionato regionale. - 1985-86 · Disputa il girone ? del campionato di Serie A regionale. - 1986-87 · 1ª nel girone ? del campionato di Serie A regionale. - 1987-88 · Disputa il campionato regionale, Campione d'Italia (1º titolo). Vince la poule scudetto. - 1988-89 · Disputa il campionato regionale, Campione d'Italia (2º titolo). Vince la poule scudetto. Vince la Coppa Italia (1º titolo). - 1989-90 · 1ª nel girone C di Serie A, Campione d'Italia (3º titolo). Vince la Coppa Italia (2º titolo). Vince l'European Champions Tournament (1º titolo). - 1990-91 · 1ª in Serie A, Campione d'Italia (4º titolo). Vince la poule scudetto. 1º turno dell'European Champions Tournament. - 1991-92 · 5ª in Serie A. - 1992-93 · 11ª in Serie A. - 1993-94 · 7ª in Serie A. Semifinalista play-off scudetto. - 1994-95 · 11ª in Serie A. - 1995-96 · 9ª in Serie A. 2º turno play-off scudetto. - 1997-98 · 13ª in Serie A. Vince i play-out. Ottavi di finale di Coppa Italia. - 1998-99 · 8ª in Serie A. 1º turno play-off scudetto. Ottavi di finale di Coppa Italia. - 1999-00 · 6ª in Serie A. Quarti di finale play-off scudetto. Quarti di finale di Coppa Italia. - 2000-01 · 4ª in Serie A, Campione d'Italia (5º titolo). Semifinalista di Coppa Italia. - 2001 · Assume la denominazione Roma C5 RCB. - 2001-02 · 7ª in Serie A. Quarti di finale play-off scudetto. Quarti di finale di Coppa Italia. Turno principale di Coppa UEFA. - 2002-03 · 2ª in Serie A. Quarti di finale play-off scudetto. Ottavi di finale di Coppa Italia. - 2003-04 · 4ª in Serie A. Semifinalista play-off scudetto. Quarti di finale di Coppa Italia. - 2004 · Fusione con il Gruppo Sportivo BNL e nascita della Roma C5. |

## Palmarès
- Campionati italiani: 5

1987-88, 1988-89, 1989-90, 1990-91, 2000-01
- Coppe Italia: 2

1988-89, 1989-90
- European Champions Tournament: 1

1990